# Poręba Dzierżna (gmina)
Poręba Dzierżna – dawna gmina wiejska istniejąca do 1874 roku w guberni kieleckiej. Siedzibą władz gminy była Poręba Dzierżna.
Za Królestwa Polskiego gmina Poręba Dzierżna należała do powiatu olkuskiego w guberni kieleckiej. 13 stycznia 1870 część gminy Poręba Dzierżna (Łobzów, Zabagnie) włączono do nowo utworzonej gminy Wolbrom z siedzibą w pozbawionym praw miejskich Wolbromiu.
Gmina została zniesiona w 1874 roku, a jej obszar włączono głównie do gminy Wolbrom (Boża Wola, Kąpiele Wielkie, Miechówka i Poręba Dzierżna) oraz częściowo do gminy Żarnowiec (Udórz, Chlina Dolna).